# (606) Брангена
(606) Брангена (нем. Brangäne) — астероид главного пояса, который относится к спектральному классу K. Он был открыт 18 марта 1906 года немецким астрономом Августом Копффом в Гейдельбергской обсерватории и назван в честь Брангены, прислужницы Изольды в опере «Тристан и Изольда».

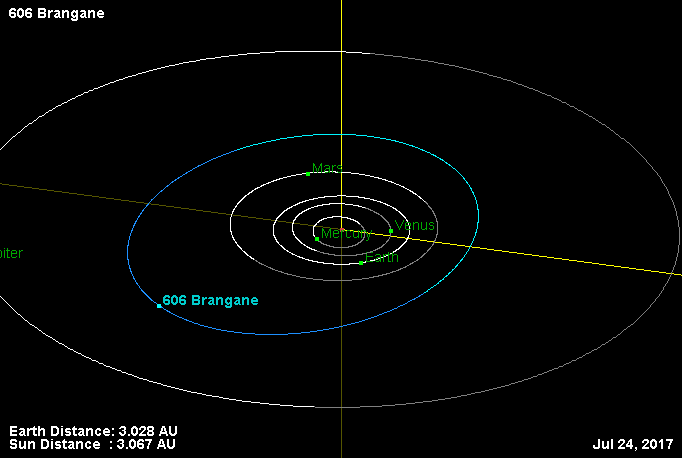
Орбита астероида Брангена и его положение в Солнечной системе